# Lento Rodríguez
Lento Rodríguez (En inglés: Slowpoke Rodriguez) es un personaje ficticio de la serie Looney Tunes por el estudio de cine Warner Bros, su apariencia es la de un ratón con una actitud pausada y una forma de hablar diferente, es llamado como "el ratón más lento de todo México" originario de Guadalajara, Jalisco, México y es el primo de Speedy Gonzales (el ratón más rápido de todo México).
A pesar de su aparente deficiencia física, lento, sin embargo, es un hábil pistolero, tiene habilidades de hipnotismo, y está prácticamente listo como su primo Speedy Gonzales.

## Apariciones
- Mexicali Shmoes (1959)
- Mexican Boarders (1962)
- The Looney Tunes Show (2011)

## Películas
- Bugs Bunny's 3rd Movie: 1001 Rabbit Tales (1982)
- Space Jam (1996)